# Litra MR
Litra MR-MRD er en type togsæt, der blev benyttet af DSB indtil 2019. I perioden 2003-2010 benyttedes togene også af Arriva. Hvert togsæt består af to forskellige motorvogne (MR og MRD), som hver er forsynet med en dieselmotor på 239 kW. Den maksimale hastighed er 130 km/t, og toget er udrustet med ATC. Et togsæt har plads til 131 passagerer. Der er leveret i alt 98 MR-MRD til DSB med i alt knapt 13.000 siddepladser.
Togene blev anskaffet fra 1978 til 1985 til DSB's regionaltrafik i Jylland og på Fyn samt delvis til strækningen Roskilde-Køge-Næstved. Det har endvidere kørt som fjerntog i "Englænderen" mellem København og Esbjerg havn. Toget var et stort fremskridt i forhold til det ældre materiel, f.eks. MO-motorvogne, der ellers trafikerede sidebanerne. Toget er en version af det vesttyske motortog type 628. De første 30 MR-vogne blev bygget af Uerdingen i Tyskland, mens de øvrige MR og alle MRD'erne blev bygget hos ABB Scandia i Randers. 
Togene er moderniseret i flere omgange: i 1995-97 fik alle MR-togsæt et opfrisket interiør, udvendig hvid bemaling, automatiske døre og lukket toiletsystem. I 2005 blev togsættene ommalet i DSB's nye blå og grå design, og sædebetrækkene blev udskiftet.
Da Arriva overtog trafikken på nogle midt- og vestjyske strækninger, overtog de samtidig et antal MR-togsæt, som siden blev ommalet i Arrivas blå turkisfarve. Disse er nu erstattet af nye Lint-tog. Hos DSB er MR-togene nu erstattet af IC4 og nye Desiro-togsæt.
Da Trafikstyrelsen i 2010 forlængede aftalen med Arriva om drift af regionaltog i Midt- og Vestjylland, tilbageleveredes de lejede MR-togsæt til DSB. Disse togsæt har siden været hensat i Fredericia, hvor de bruges som reservedelslager for de resterende togsæt.
Et par af MR/MRD togene kører hos Arriva RP omkring Bydgoszcz i Polen.
De mellem 27 og 34 år gamle MR-MRD-togsæt får en mindre renæssance, eftersom en række af togene hentes frem fra remisen i forbindelse med køreplanen for 2012, hvor de indsættes på strækningerne Aarhus-Aalborg og Aarhus-Esbjerg som følge af de forsinkede IC4-tog. Således kan et antal IC3-tog frigøres til de direkte InterCity-tog mellem Esbjerg og København og til flere lyntog mellem Aarhus, Fyn og København.
Mandag d. 28. januar 2019 udfasede MR-togene efter at have været i drift hos DSB i 41 år.
Den 17. December 2018 blev der anstiftet en brand i de parkerede togsæt tæt ved Fredericia Banegård, hvor tre togstammer og yderligere fem vogne blev ødelagt.

## Tekniske data

### Mål
Bredde             2,88 m.
Højde              3,81 m.
Vognlængde        22,20 m.
Toglængde         44,80 m.
Boggieafstand     15,10 m.
Akselafstand       1,90 m.
Hjuldiameter       0,76 m.
Min. Kurveradius  90.00 m.
Sporvidde       1435,0 mm.

### Vægt
Vognvægt            41 t.
Tjenestefærdig vægt 82 t. (togsæt)
Bremsevægt          49 t. (uden magnetskinnebremse)
Fjederbremsevægt    15 t.

### Dieselmotor
Fabrikat KHD 12 cyl.
Omdrejningstal:
Laveste       800 omdr/min.
Højeste      2160 omdr/min.
Effekt v. højeste omdr.  239 kW.
Luftkølet.
Brændolieforbrug:
-Tomgang                          4,5 l pr. time
-gennemsnitlig forbrug pr km. ca. 1,1 l.

### Transmission
Dieselhydraulisk transmission
Voith gearkasse
2 Drivaksler

### Beholdninger
Brændolie      875 l.
Smøreolie       65 l.
Sand            50 kg.
Fækalietank    200 l.
Vandtank       200 l.